# Ayuntamiento de Mieres
El Ayuntamiento de Mieres es el órgano encargado del gobierno y administración del municipio de Mieres, situado en el Principado de Asturias, España. Está presidido por el alcalde. En 2023 ocupa dicho cargo Manuel Ángel Álvarez, de IU.

## Alcaldes
| Periodo   | Nombre                                                                             | Partido                                  |
| --------- | ---------------------------------------------------------------------------------- | ---------------------------------------- |
| 1979-1983 | Vital Álvarez-Buylla Rodríguez                                                     | Partido Socialista Obrero Español (PSOE) |
| 1983-1987 | Eugenio Carbajal Martínez                                                          | Partido Socialista Obrero Español (PSOE) |
| 1987-1991 | Eugenio Carbajal Martínez                                                          | Partido Socialista Obrero Español (PSOE) |
| 1991-1995 | Gustavo Losa Martínez                                                              | Partido Socialista Obrero Español (PSOE) |
| 1995-1999 | Misael Fernández Porrón                                                            | Partido Socialista Obrero Español (PSOE) |
| 1999-2003 | Misael Fernández Porrón                                                            | Partido Socialista Obrero Español (PSOE) |
| 2003-2007 | Luis María García García                                                           | Partido Socialista Obrero Español (PSOE) |
| 2007-2011 | Luis María García García                                                           | Partido Socialista Obrero Español (PSOE) |
| 2011-2015 | Aníbal José Vázquez Fernández                                                      | Izquierda Unida (IU)                     |
| 2015-2019 | Aníbal José Vázquez Fernández                                                      | Izquierda Unida (IU)                     |
| 2019-2023 | Aníbal José Vázquez Fernández                                                      | Izquierda Unida (IU)                     |
| 2023-act. | Aníbal José Vázquez Fernández (2019-2023) Manuel Ángel Álvarez Álvarez (2023-act.) | Izquierda Unida (IU)                     |

## Pleno
| Partido político    | Partido político                                                    | 1979   | 1983   | 1987   | 1991   | 1995   | 1999   | 2003   | 2007   | 2011   | 2015   | 2019   | 2023   |
| Partido político    | Partido político                                                    | Ediles | Ediles | Ediles | Ediles | Ediles | Ediles | Ediles | Ediles | Ediles | Ediles | Ediles | Ediles |
|                     | Partido Comunista de España (PCE)-Izquierda Unida (IU)              | 9      | 7      | 7      | 6      | 9      | 7      | 6      | 5      | 10     | 12     | 15     | 14     |
|                     | Federación Socialista Asturiana (FSA-PSOE)                          | 10     | 14     | 10     | 11     | 9      | 11     | 8      | 9      | 5      | 4      | 4      | 3      |
|                     | Alianza Popular (AP)-Partido Popular (PP)                           | 1      | 4      | 4      | 5      | 7      | 7      | 7      | 7      | 4      | 3      | 2      | 3      |
|                     | Vox                                                                 | —      | —      | —      | —      | —      | —      | —      | —      | —      | —      | —      | 1      |
|                     | Foro Asturias (FAC)                                                 | —      | —      | —      | —      | —      | —      | —      | —      | 2      | —      | —      | —      |
|                     | Somos Mieres                                                        | —      | —      | —      | —      | —      | —      | —      | —      | —      | 2      | —      | —      |
|                     | Movimiento Comunista de Asturias (MCA)                              | 1      | —      | —      | —      | —      | —      | —      | —      | —      | —      | —      | —      |
|                     | Unión de Centro Democrático (UCD)-Centro Democrático y Social (CDS) | 4      | —      | 4      | 2      | —      | —      | —      | —      | —      | —      | —      | —      |
|                     | Democracia Direuta (DDM)                                            | —      | —      | —      | 1      | —      | —      | —      | —      | —      | —      | —      | —      |
| Total de concejales | Total de concejales                                                 | 25     | 25     | 25     | 25     | 25     | 25     | 21     | 21     | 21     | 21     | 21     | 21     |

## Resultados electorales
| Partido político                                            | 2023   | 2023  | 2023       | 2019   | 2019  | 2019       | 2015   | 2015  | 2015       | 2011  | 2011  | 2011       | 2007  | 2007  | 2007       |
| Partido político                                            | Votos  | %     | Concejales | Votos  | %     | Concejales | Votos  | %     | Concejales | Votos | %     | Concejales | Votos | %     | Concejales |
| Izquierda Unida (IU)                                        | 10 270 | 55,93 | 14         | 11 406 | 58,11 | 15         | 10 168 | 48,93 | 12         | 9807  | 41,54 | 10         | 5135  | 21,83 | 5          |
| Partido Popular (PP)                                        | 2868   | 15,61 | 3          | 2033   | 10,36 | 2          | 2757   | 13,27 | 3          | 4443  | 18,78 | 4          | 7749  | 32,94 | 7          |
| Federación Socialista Asturiana (FSA-PSOE)                  | 2737   | 14,90 | 3          | 3560   | 18,14 | 4          | 3870   | 18,62 | 4          | 5416  | 22,94 | 5          | 40,04 | 9418  | 9          |
| Vox                                                         | 999    | 5,44  | 1          | 489    | 2,49  | 0          | —      | —     | —          | —     | —     | —          | —     | —     | —          |
| Podemos                                                     | 430    | 2,34  | 0          | 927    | 4,72  | 0          | 2449   | 11,79 | 2          | —     | —     | —          | —     | —     | —          |
| Sos Mieres-EV                                               | 365    | 1,98  | 0          | —      | —     | —          | —      | —     | —          | —     | —     | —          | —     | —     | —          |
| Foro Asturias (FAC)                                         | 237    | 1,29  | 0          | 180    | 0,92  | 0          | 432    | 2,08  | 0          | 1843  | 7,81  | 2          | —     | —     | —          |
| Partido Comunista de los Trabajadores de España (PCTE)      | 123    | 0,66  | 0          | 74     | 0,38  | 0          | —      | —     | —          | —     | —     | —          | —     | —     | —          |
| Ciudadanos (CS)                                             | —      | —     | —          | 759    | 3,87  | 0          | 621    | 2,99  | 0          | —     | —     | —          | —     | —     | —          |
| Partido Comunista de los Pueblos de España (PCPE)           | —      | —     | —          | —      | —     | —          | 147    | 0,71  | 0          | 64    | 0,27  | 0          | 135   | 0,57  | 0          |
| Independientes de Asturias (IDEAS)                          | —      | —     | —          | —      | —     | —          | —      | —     | —          | 925   | 3,92  | 0          | —     | —     | —          |
| Frente de la Izquierda (FDLI)                               | —      | —     | —          | —      | —     | —          | —      | —     | —          | 280   | 1,19  | 0          | —     | —     | —          |
| Unidá Nacionalista Asturiana (UNA)-Bloque por Asturies (BA) | —      | —     | —          | —      | —     | —          | —      | —     | —          | 214   | 0,91  | 0          | —     | —     | —          |
| Conceyu Abiertu                                             | —      | —     | —          | —      | —     | —          | —      | —     | —          | 74    | 0,31  | 0          | —     | —     | —          |
| Unión Asturianista (URAS-PAS)                               | —      | —     | —          | —      | —     | —          | —      | —     | —          | 69    | 0,29  | 0          | 154   | 0,65  | 0          |
| Izquierda Asturiana (IAS)                                   | —      | —     | —          | —      | —     | —          | —      | —     | —          | —     | —     | —          | 231   | 0,98  | 0          |
| Andecha Astur (AA)                                          | —      | —     | —          | —      | —     | —          | —      | —     | —          | —     | —     | —          | 135   | 0,57  | 0          |

## Evolución de la deuda viva municipal
El concepto de deuda viva contempla sólo las deudas con cajas y bancos relativas a créditos financieros, valores de renta fija y préstamos o créditos transferidos a terceros, excluyéndose, por tanto, la deuda comercial.
| Gráfica de evolución de la deuda viva del Ayuntamiento entre 2008 y 2023                         |
|                                                                                                  |
| Deuda viva del Ayuntamiento de Mieres, en miles de euros, según datos del Ministerio de Hacienda |